# Wybory do Parlamentu Europejskiego we Włoszech w 1984 roku
Wybory do Parlamentu Europejskiego II kadencji we Włoszech zostały przeprowadzone 17 czerwca 1984 roku.
Wybory miały wyłonić 81 przedstawicieli którzy mieli reprezentować Włochy w Parlamencie Europejskim.

## Wyniki
Wybory do Parlamentu Europejskiego zakończyły się minimalnym zwycięstwem Włoskiej Partii Komunistycznej. Na drugim miejscu ze stratą zaledwie 126 tysięcy głosów uplasowała się Chrześcijańska Demokracja. Na dalszych miejscach uplasowały się Partia Socjalistyczna oraz Włoski Ruch Społeczny.
Frekwencja wyborcza wyniosła 83,5%.
| Lista wyborcza                           | Głosy      | %     | Mandaty |
| ---------------------------------------- | ---------- | ----- | ------- |
| Włoska Partia Komunistyczna (PCI)        | 11 696 923 | 33,3  | 27      |
| Chrześcijańskiej Demokracja (DC)         | 11 570 973 | 32,97 | 26      |
| Partia Socjalistyczna (PS)               | 3 932 812  | 11,21 | 9       |
| Włoski Ruch Społeczny (MSI)              | 2 272 213  | 6,48  | 5       |
| Włoska Partia Liberalna (PLI)            | 2 136 075  | 6,08  | 5       |
| Włoska Partia Socjaldemokratyczna (PSDI) | 1 224 064  | 3,49  | 3       |
| Partia Radykalna (PR)                    | 1 179 490  | 3,41  | 3       |
| Demokracja Proletariatu (DP)             | 505 554    | 1,44  | 1       |
| Południowotyrolska Partia Ludowa (SVP)   | 198 168    | 0,56  | 1       |
| Federalismo Europa Autonomie             | 193 378    | 0,55  | 1       |